# South Dildo
South Dildo is een designated place en local service district in de Canadese provincie Newfoundland en Labrador. De plaats bevindt zich aan Trinity Bay in het zuidoosten van het eiland Newfoundland.

## Geschiedenis
Sinds 1984 hebben de inwoners van het in gemeentevrij gebied gelegen South Dildo beperkt lokaal bestuur doordat de plaats een local service district werd.

## Geografie
South Dildo bevindt zich op het schiereiland Avalon in het zuidoosten van Newfoundland, op zo'n 100 km ten westen van de provinciehoofdstad St. John's. De plaats is gelegen aan Dildo Arm, een zuidelijke inham van Trinity Bay, en is bereikbaar via provinciale route 80.
Het dorp ligt ten zuidoosten van Old Shop, ten noorden van Blaketown en ten zuiden van Broad Cove. Zo'n 2 km ten noorden van South Dildo, voorbij Broad Cove, ligt het dorp Dildo. 

## Demografie
Net zoals de meeste afgelegen Newfoundlandse plaatsen, kent ook South Dildo de laatste decennia een dalende demografische trend. De vijfjaarlijkse Canadese volkstelling van 2021 stelde in South Dildo een inwoneraantal van 195 vast. In 1991 kende de designated place nog een bevolkingsomvang van 272. Dat komt neer op een daling van 77 inwoners (-28,3%) in dertig jaar tijd.